# Cantone di Villeparisis
Il Cantone di Villeparisis è una divisione amministrativa dell'Arrondissement di Torcy.
È stato istituito a seguito della riforma dei cantoni del 2014, che è entrata in vigore con le elezioni dipartimentali del 2015.

## Composizione
Comprende i comuni di:
- Brou-sur-Chantereine
- Courtry
- Le Pin
- Vaires-sur-Marne
- Villeparisis
- Villevaudé